# محطة قطار دالفسن

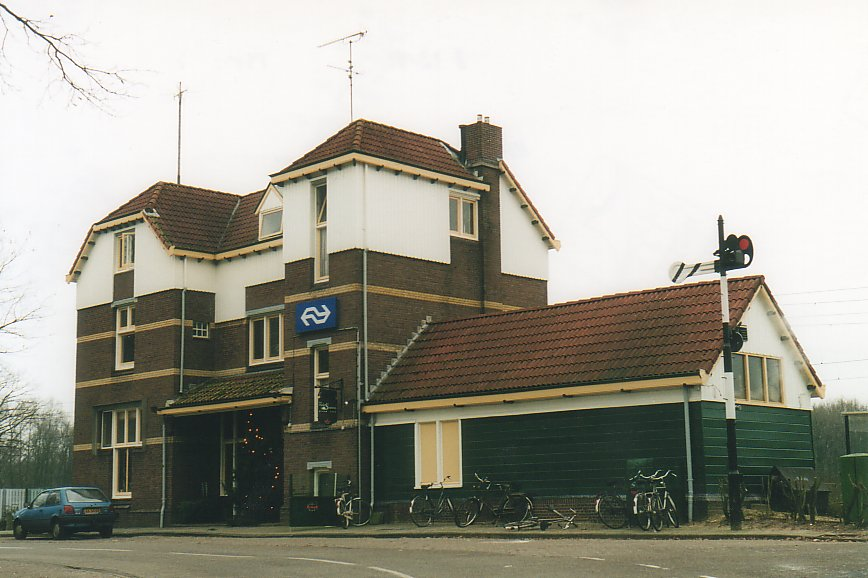
محطة قطار دالفسن

خطوط القطار داخل هولندا عام 2013

محطة قطار دالفسن محطة قطار في دالفسن، هولندا، تم افتتاحها في 15 يناير 1903 ضمن خط سكة حديد زيولي- إيمن. يتم تشغيل خدمات القطارات عن طريق شركة أريفا. تقع المحطة جنوب نهر فيخت.
سابقا، كانت تسمى المحطة دالفسن دورب (1903-1904) لتمييزها عن محطة أخرى تدعى دالفسن على خط سكة حديد زفول-ميبل القريب. في 1 نوفمبر 1904، تم تغير اسم المحطة إلى بركيوم. في وقت لاحق، تم تغيير اسم هذه المحطة إلى دالفسن.

## الحوادث
في 23 فبراير 2016، اصطدم قطار ركاب برافعة على الخط بالقرب من دالفسن. تسبب الحادث في مقتل شخصان.
| المسار                                            | نوع الخدمة | المشغل | الملاحظات |
| ------------------------------------------------- | ---------- | ------ | --------- |
| زيولي- أومين- مارينبيرج- هاردينبيرج- كوفردن- إمين | محلي       | أريفا  | 1 كل ساعة |
| زيولي- أومين- مارينبيرج- هاردينبيرج- كوفردن- إمين | سريع       | أريفا  | 1 كل ساعة |
| زيولي- هاردينبيرج- كوفردن                         | سريع       | أريفا  | 1 كل ساعة |

## الرصيف
- 1 - إمين
- 2 - زوول

## خدمات الحافلات
| الخطوط | المسار                                                           | المشغل            | الملاحظات                                    |
| ------ | ---------------------------------------------------------------- | ----------------- | -------------------------------------------- |
| 162    | رالته- ليملرفيلد- دالفسن                                         | سيانتس أوفيريجسيل | من الاثنين إلى الجمعة خلال ساعات النهار فقط. |
| 167    | أومين- فارسين- أودلسون- دالفسن- أومين- هونهورست- ويتمينت- زوول   | سيانتس أوفيريجسيل | من الاثنين إلى الجمعة خلال ساعات النهار فقط. |
| 568    | دالفسن- ريكترين- هسيم- فيلسترين- دالمشوت- ليملي- نيوبيرج - أومين | سيانتس أوفيريجسيل | من الاثنين إلى الجمعة خلال ساعات النهار فقط  |
| 591    | دالفسن- أودلسن- نيوليسن                                          | سيانتس أوفيريجسيل | من الاثنين إلى الجمعة خلال ساعات النهار فقط. |

## الحوادث
- في 23 فبراير 2016، اصطدم قطار ركاب برافعة على الخط بالقرب من دالفسن مما تسبب في وفاة شخصين.[4][5][6]

## وصلات خارجية
- الموقع الرسمي للمحطة (باللغة الهولندية).
- مخطط رحلة النقل العام الهولندي (باللغة الهولندية).